# Sébastien (général romain)
Pour les articles homonymes, voir Sébastien.
Ne doit pas être confondu avec Sebastianus.
Sébastien (en latin Sebastianus), originaire de Thrace et mort le 9 août 378 à Andrinople, est un général de l'Empire romain. 
Nommé duc d'Égypte en 356, il soutient les Ariens face aux partisans d'Athanase d'Alexandrie. Sébastien participe en 363 à l'expédition de l'empereur Julien contre les Sassanides, puis se met au service de l'empereur romain d'Occident Valentinien Ier et mène plusieurs campagnes contre les Alamans et les Quades. En 377, il commande l'infanterie de l'Empire romain d'Orient durant la guerre des Goths. Il est tué lors de la bataille d'Andrinople aux côtés de l'empereur Valens et de trente-cinq autres généraux romains.

## Biographie

### Duc d'Égypte (356)
Sébastien est nommé duc d'Égypte (dux Ægypti) par l'empereur Constance II en 356. Intervenant dans les controverses religieuses qui sèment le désordre à Alexandrie, il s'oppose à Athanase et apporte son soutien au nouvel évêque arien de la ville Georges de Cappadoce après son installation le 24 février 357. Sébastien fait expulser les soutiens des églises d'Alexandrie le dimanche de l'octave de la Pentecôte le 18 mai 357, puis le 24 décembre 358.
Dans son propre récit des événements, Athanase explique la politique de Sébastien à son égard en raison de sa foi manichéenne, mais celle-ci n'est jamais mentionnée par les auteurs contemporains qui le connaissaient personnellement. Sa carrière ultérieure sous l'empereur Julien pourrait indiquer qu'il professait plutôt le paganisme.
Pendant qu'il sert en Égypte, Sébastien correspond avec le poète Libanius.

### Campagne de Julien contre les Perses (363)
De 363 à 378, Sébastien est officier dans l'armée avec le titre de comes rei militaris. Il accompagne l'empereur Julien dans son expédition en Perse contre l'Empire sassanide. 
L'empereur lui confie avec Procope un détachement de 30 000 soldats avec pour mission de marcher vers Nisibis et de franchir le Tigre pour garder la frontière. Ils doivent y effectuer une jonction avec le roi d'Arménie Arsaces II, puis marcher au sud pour porter secours à l'armée de Julien en Assyrie. La trahison d'Arsaces II et la mort de Julien le 26 juin 363 mettent un terme à leur manœuvre.

### Campagne contre les Alamans et les Quades (364-377)
De retour avec l'armée romaine défaite après la mort de Julien, il accompagne probablement Valentinien Ier dans les provinces occidentales en 364. En 368, il commande les armées d'Illyrie et d'Italie. Il est appelé par Valentinien à participer à la campagne contre les Alamans et participe à la bataille de Solicinium.
En 375, Sébastien fut envoyé par Valentinien pour aider le maître de l'infanterie Mérobaud à mener des raids contre les Quades. Informé de la mort de l'empereur cette même année, Mérobaud cacha la nouvelle à Sébastien et l'éloigna du camp afin de prévenir toute tentative de sa part de réclamer l'empire, grâce à sa popularité auprès des soldats.

### Guerre des Goths (377-378)
En 377, soit de sa propre volonté, soit du fait des intrigues à la cour occidentale, Sébastien quitte son poste et se rend à la cour de l'empereur Valens. L'empereur d'Orient lui demande son aide pour affronter les Goths et le nomme au poste de maître de l'infanterie à la place de Trajan.
Sébastien rassembla une troupe composée de fantassins et de cavaliers. Sous son commandement, les Romains reprennent l'initiative en menant une campagne de semi-guérilla contre les Goths en Thrace. En juillet 378, il surprend et détruit une colonne de 2 000 Goths près de la ville de Béroia.
Le résultat de ces opérations force le chef des Goths Fritigern à se retirer. Ce succès pousse également l'empereur Valens à rechercher une victoire militaire décisive contre les Goths dans les environs d'Andrinople. Au cours d'un conseil de guerre, Sébastien encourage Valens à ne pas attendre les renforts de l'empereur Gratien pour engager le combat. Il accompagne l'empereur à la bataille d'Andrinople et meurt ce jour-là parmi trente-cinq autres généraux de l'armée romaine d'Orient.

### Caractère
Ammien Marcellin, qui connaissait personnellement Sébastien, le décrit comme « un homme doux et modéré » et « grandement porté par la faveur militaire, et, par ce motif, considéré comme très dangereux ». Ses qualités sont de même louées par Eunape.